# 2012 HW87
2012 HW87 est un objet transneptunien, de la famille des objets épars, de magnitude absolue 6,3. Son diamètre est estimé entre 113 et 203 km suivant l'albédo retenu.